# Radu Pietreanu
Cornel-Radu Pietreanu (n. 27 ianuarie 1964, Târgu Cărbunești, România) este un scenarist și actor român.
El și-a început cariera în anul 1983 la Cenaclul Orizont al Institutului de Mine Petroșani, unde a studiat exact cinci ani, apoi în 1988 a înființat grupul Vacanța Mare alături de Mugur Mihăescu și Dan Sava. Ulterior s-a transferat la Craiova, unde a urmat doi ani la TCM după care în 1992 a dat admitere la Facultatea de Teatru și Regie, unde a stat trei ani. În total a făcut zece ani de facultate, dar nu a terminat niciuna. Însă în tot acel timp, și chiar și după aceea, a reușit să facă 22 de ani de Vacanța Mare, atât pe scenă cât și la televiziune.
Din anul 1999, ca membru al grupului Vacanța Mare, a apărut în emisiuni săptămânale la Pro TV, iar de la începutul anului 2007 grupul Vacanța Mare s-a mutat de la Pro TV la Kanal D, unde a apărut până în aprilie 2009.
A prezentat apoi la Etno TV emisiunea „Fabrica de Parodii Vamuz”, iar în prezent este angajat al postului Antena 1.
În noaptea de 9 spre 10 martie 2001, o patrulă a Poliției din localitatea vrânceană Nănești l-a prins pe Radu Pietreanu în timp ce transporta cu autoturismul Nissan trei saci cu carne și piei de căprioară. Acesta a fost acuzat că împreună cu omul de afaceri Leonard Neculai, din Focșani, a împușcat un țap și o căprioară într-o pădure din apropierea comunei Nănești. În mașină au fost descoperite și două carabine de vânătoare.
A fost condamnat la doi ani de închisoare, cu suspendarea executării pedepsei, sub supraveghere.
La Antena 1, de la sfârșitul lunii februarie 2014, Radu Pietreanu prezintă, împreună cu Mugur Mihăescu, o emisiune în 12 ediții, intitulată „Vacanța Mare – Bătălia generațiilor“.

## Filmografie

### Actor
- Garcea și oltenii (2002) - Costel / Ival / soldatul roman
- Râdeți cu Oameni ca noi (2002) - Ilie
- Trei frați de belea (2006) - Cornel

### Scenarist
- Garcea și oltenii (2002) -  în colaborare cu Mugur Mihăescu
- Trei frați de belea (2006) -  în colaborare cu Mugur Mihăescu

## Volume publicate
- Gânduri și cânturi (versuri), 177 pagini, editura Semne, 2012, ISBN 606-15-0163-3

## Discografie
- Între înger și drac, cu Radu Pietreanu și Mihai Napu, lansat la 17 noiembrie 2011
- ”Nevasta și amanta”, cu Radu Pietreanu și Cristi Pup, lansat în martie 2013